# OASE
OASE è una rivista di architettura olandese, fondata nel 1981. La rivista è edita dall'omonima fondazione e ha la propria sede editoriale a Rotterdam.